# Brian Chase
No confundirse con el baterista Brian Chase.
Brian Matthew Chase (Washington D. C., 8 de octubre de 1981) es un exjugador de baloncesto estadounidense. Mide 1,78 metros, y jugaba de base.

## Trayectoria deportiva

### Universidad
Jugó durante 3 temporadas con los Hokies de la Universidad Tecnológica de Virginia, en los que promedió 12,3 puntos y 2,9 rebotes por partido.

### Profesional
Tras no ser elegido en el Draft de la NBA, en 2004 jugó con los Maryland Nighthawks de la American Basketball Association, con los que promedió 18,4 puntos y 2,3 asistencias por partido. En 2006 pasó por diversos equipos de diferentes competiciones: comenzó jugando con los Gary Steelheads de la CBA, posteriormente con los Roanoke Dazzle de la NBA D-League y finalmente con los Nebraska Cranes de la USBL.
En la temporada 2006-07 los Utah Jazz se hacen con sus servicios, pero no llega a debutar con el equipo. Es enviado a Los Angeles D-Fenders de la NBA D-League, donde promedia 16,7 puntos, 4,2 rebotes y 3,9 asistencias por partido.
En 2007 firma un contrato que le vincula a Miami Heat de la NBA, pero fue cortado antes de que comenzara la temporada. Regresó a los D-Fenders y promedió 16.8 puntos, 3.7 rebotes y 3.6 asistencias por partido. Tras pasar por el Beşiktaş Cola Turka turco y por el Le Mans Sarthe Basket francés, Chase fichó por el MBC Dynamo Moscow de Rusia.
En 2010 se marcha del CB Valladolid con destino a Bosnia y Herzegovina, donde firmaría con el KK Igokea.